# Хоменко, Андрей Павлович
Андре́й Па́влович Хоме́нко (р. 30 июня 1952, село Петровка Пресновского района Северо-Казахстанской области, Казахской ССР, СССР) — российский ученый и общественный деятель, доктор технических наук, профессор, и. о. ректора Иркутского государственного университета путей сообщения. Председатель Совета ректоров Иркутской области (с 2015 г.).

## Биография
Родился 30 июня 1952 года в селе Петровка Пресновского района Северо-Казахстанской области.
Окончил Петропавловский педагогический институт в 1973 году, аспирантуру Омского института инженеров железнодорожного транспорта по специальности «Подвижной состав железных дорог и тяга поездов» в 1985 году.
Работал учителем математики школы № 35 Петропавловска, затем учителем в ГПТУ № 72, преподавателем Петропавловского педагогического института. С 1977 по 1985 год — преподаватель, старший преподаватель Омского института инженеров железнодорожного транспорта.
С октября 1985 года работал в Иркутском государственном университете путей сообщения — старшим преподавателем, доцентом, заведующим кафедрой, проректором по учебной работе. В 2002 году избран ректором ИрГУПС, в 2007 году переизбран на второй срок, в 2012 году переизбран на третий срок, в 2016 году переизбран на четвёртый срок. В 2018 году вступил в должность Президента ИрГУПС. В январе 2021 года назначен на должность и. о. ректора ИрГУПС, сменив на этом посту Каргапольцева Сергея Константиновича.

## Санкции
6 марта 2022 года после вторжения России на Украину подписал письмо в поддержу российской агрессии. С 9 июня 2022 года находится под персональными санкциями Украины за поддержку войны. Также был внесён ФБК в список коррупционеров и разжигателей войны за поддержку нападения на Украину, 16 марта 2022 года форумом свободной России внесён в «Список Путина» и доклад «поджигателей войны» с предложением введения против него международных санкций.

## Научная деятельность[источникне указан 888 дней]
Ученый в области инженерной механики, транспортной динамики и безопасности сложных технических систем. Руководитель научно-исследовательских работ по проблемам управления динамическим состоянием сложных технических объектов, которые выполняются совместно с отраслевыми и академическими институтами. Под его непосредственным руководством ведется подготовка докторских и кандидатских диссертаций преподавателей и аспирантов ИрГУПСа. Он является участником многих международных конференций в области динамики машин, транспортной механики и современных проблем железнодорожного транспорта.
Автор более 120 научных работ, в том числе 10 монографий и более 20 патентов на изобретения. Эксперт Комиссии по транспорту и энергетике Государственной Думы РФ, избран академиком Международной академии наук высшей школы, Академии проблем качества, Российской инженерной академии.